# Condado de Montagut Alto
El condado de Montagut Alto es un título nobiliario español creado el 6 de noviembre de 1706 por Archiduque Pretendiente Carlos de Austria, a favor de Antonio de Armengol y de Agülló, con la denominación de conde de Montagut.
Este título fue rehabilitado el 2 de julio de 1925 por el rey Alfonso XIII a favor de María Antonia de Vilallonga y de Cárcer, con la actual denominación de conde de Montagut Alto.

## Condes de Montagut Alto
|                                                        | Titular                                                | Periodo                                                |
| Creación por Archiduque Pretendiente Carlos de Austria | Creación por Archiduque Pretendiente Carlos de Austria | Creación por Archiduque Pretendiente Carlos de Austria |
| ------------------------------------------------------ | ------------------------------------------------------ | ------------------------------------------------------ |
| I                                                      | Antonio de Armengol y de Agülló                        | 1925- ?                                                |
| Rehabilitación por Alfonso XIII                        |                                                        |                                                        |
| II                                                     | María Antonia de Vilallonga y de Cárcer                | 1925-1957                                              |
| III                                                    | José Luis de Carranza y de Vilallonga                  | 1957-2023                                              |
| IV                                                     | María del Pilar de Carranza y Güell                    | 2023-actual titular                                    |

## Historia de los Condes de Montagut Alto
- Antonio de Armengol y de Agülló, I conde de Montagut (antigua denominación).

Rehabilitado en 1925 por:
- María Antonia de Vilallonga y de Cárcer, II condesa de Montagut Alto (nueva denominación).

Casó con Ramón de Carranza y Gómez Aramburu, X marqués de la Villa de Pesadilla, V marqués de Soto Hermoso (rehabilitado a su favor en 1923). Le sucedió, por cesión en 1957, su hijo:
- José Luis de Carranza y Vilallonga, III conde de Montagut Alto, XI marqués de la Villa de Pesadilla.

Casó con Pilar Güell y Martos. Le sucedió su hija a quien cedió el título:
- María Pilar de Carranza y Güell, IV condesa de Montagut Alto.[1]